# Thuidium subinvolvens
Thuidium subinvolvens är en bladmossart som beskrevs av C. Müller 1898. Thuidium subinvolvens ingår i släktet tujamossor, och familjen Thuidiaceae. Inga underarter finns listade i Catalogue of Life.